# کراسنوپسچانی
کراسنوپسچانی (به لاتین: Krasnopeschany) یک منطقهٔ مسکونی در روسیه است که در استان آستراخان واقع شده‌است.